# 张少康 (1951年)
张少康（1951年—），男，汉族，广西贵港人，中华人民共和国政治人物，中国共产党党员，曾任广西壮族自治区人民检察院检察长，第十一届全国人民代表大会广西地区代表。

## 生平
毕业于广西师范学院中文专业。2008年起担任全国人大代表。